# Mjøndalen
Mjøndalen is een plaats in de Noorse provincie Buskerud. Tot 2020 was Mjøndalen het administratieve centrum van de gemeente Nedre Eiker. Sindsdien is de plaats deel van de gemeente Drammen. Mjøndalen ligt aan de rivier Drammenselva tegenover Krokstadelva.
De plaats had van oudsher papierfabrieken en ligt aan de Spoorlijn Oslo - Stavanger. De lokale omnisportvereniging is Mjøndalen IF die aan voetbal, bandy en cross-country skiën doet. Mjøndalen is de geboorteplaats van de Noorse dichter Herman Wildenvey en in diens geboortehuis is een museum 'Portåsen' aan hem gewijd.